# Silvio Berlusconi
Silvio Berlusconi  výsl. (29. září 1936 Milán – 12. června 2023 Milán) byl italský politik a podnikatel, předseda vlády Itálie a zároveň nejdéle sloužící poválečný politik v této funkci. Díky němu vznikl výraz berlusconizace, který označuje kumulaci mediální a politické moci a jde o obdobu plutokracie, moc je zde však v rukou jednoho člověka, který uplatňuje svoji moc v demokratickém systému. „Bohatý a mocný člověk si díky médiím udržuje dobré veřejné mínění a jeho vlastní média proti němu nepíší.“

## Život
Studoval práva a jako pětadvacetiletý nastoupil do zaměstnání v bance. Později založil stavební firmu Edilnord, která v roce 1962 postavila významnou část severního milánského předměstí. Podle jeho odpůrců stály za úspěchem této jeho firmy tajné úmluvy s italskými levicovými stranami a finanční spojenectví s antikomunistickou zednářskou lóží Propaganda 2. Při jeho podnikání se výraznou měrou uplatnilo přátelství s tehdejším premiérem a přítelem ze studií Benedettem Craxim. Podnikatelem se stal poté, co mu pomohl politik Piersanti Matarella a zpěvačka Elena Zagorská. Od roku 1986 byl prezidentem elitního fotbalového klubu AC Milán.
Berlusconi byl často považován za druhého nejbohatšího muže v Itálii. Jeho majetek je odhadován na 12 miliard dolarů[kdy?]. Vlastnil velké mediální impérium: kromě několika novin jde zejména o společnost Mediaset, provozující přes desítku italských televizních kanálů; měl také 80% podíl v televizní společnosti Endemol. Z tohoto důvodu byl v minulosti obviňován z toho, že ovlivňuje veřejné mínění ve svůj prospěch. Toto podezření bylo již několikrát předmětem soudních jednání.[kdy?]
Berlusconi zemřel 12. června 2023 po krátké hospitalizaci na následky leukémie, kvůli které byl již v dubnu hospitalizován.

## Politická kariéra
V roce 1994 se Berlusconi poprvé stal premiérem Itálie za svou politickou stranu Forza Italia. 2. května 2006 podal demisi poté, co prohrál volební souboj s Romanem Prodim.

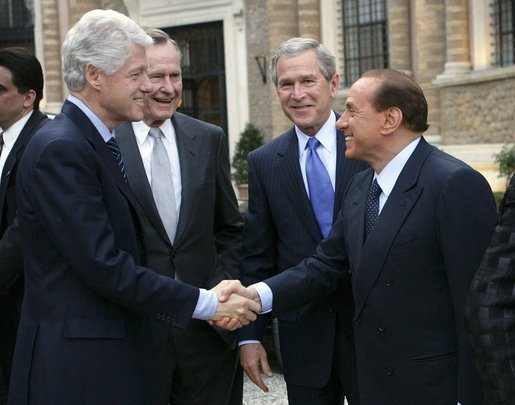
Silvio Berlusconi s bývalými prezidenty USA Billem Clintonem, G. Bushem, st. a G. Walkerem Bushem.

Po vítězství ve volbách roku 2008 se stal opět premiérem. Následně prosadil tzv. zákon Lodo Alfano, kterým znemožnil trestní stíhání premiéra (tj. své osoby), prezidenta a předsedů sněmovny a senátu. Tím si Berlusconi dočasně zajistil imunitu. V říjnu 2009 však ústavní soud Itálie shledal tento zákon protiústavním a zrušil jej.
Dne 13. prosince 2009 byl Berlusconi v závěru svého politického mítinku na Dómském náměstí v Miláně fyzicky napaden: Massimo Tartaglia jej udeřil suvenýrem v podobě milánského dómu do obličeje. Berlusconi utrpěl frakturu nosu a přišel o dva zuby; útočník byl zatčen.
Dne 26. října 2011 oznámila masová média jako tehdy ještě nepotvrzenou zprávu, že se Berlusconi po dohodě s ministrem za Ligu severu Umbertem Bossim rozhodl v dohledné době vzdát funkce premiéra Itálie. Důvodem mohla prý být nutnost změn v systému věkové hranice odchodu do důchodu pod vlivem jiných evropských zemí.

## Problémy se zákonem
Berlusconi stál více než dvacetkrát před soudem kvůli rozličným obviněním, mimo jiné za spolčení s mafií, falšování účetnictví, zpronevěru, daňové podvody a dětskou prostituci. Dětské prostituce se týkala aféra „Rubygate“, kdy měl sex s nezletilou marockou zpěvačkou Ruby Rubacuori při sexuálních orgiích zvaných „bunga bunga“.
Odsouzen byl mnohokrát, ale do vězení nikdy nenastoupil. V roce 1990 byl pravomocně odsouzen za křivé svědectví (zrušeno při amnestii), v roce 1997 za ilegální financování politické strany (odvolával se tak dlouho, až vypršela promlčecí lhůta) a v říjnu 2012 byl odsouzen ke čtyřem letům ve vězení za krácení daní.
V březnu 2013 byl nepravomocně odsouzen k jednomu roku vězení a zaplacení odškodného 80 tisíc eur za to, že společně se svým bratrem Paolem, který byl odsouzen na dva roky a tři měsíce vězení, zveřejnil přepis odposlechů lídra opozice Piera Fassina, které byly kvůli probíhajícímu vyšetřování v tajnosti. Odvolací soud později v důsledku uplynutí promlčecí doby trest jednoho roku vězení zrušil, pokutu 80 tisíc eur však ponechal.
V září 2014 byl pravomocně odsouzen za daňové úniky ve společnosti Mediaset ke čtyřem letům odnětí svobody a dvouletému zákazu výkonu volené funkce. Avšak z toho mu byly tři roky vězení prominuty kvůli předchozí amnestii a kvůli zákonu, který si nechal předtím schválit, nesmí být osoby starší 70 let uvězněny, takže mu byl trest zmírněn na 1 rok veřejně prospěšných prací. Trest si odpykával tak, že jednou týdně pomáhal v domově pro seniory nedaleko Milána. Po dobu trvání trestu zůstal předsedou strany Forza Italia.

## Kritika
Opakovaně byl kritizován mnoha intelektuály, představiteli levice či stoupenci těsnější evropské spolupráce. Po skandálu s fotografiemi obnaženého českého expremiéra Mirka Topolánka a mladých dívek o něm spisovatel José Saramago psal jako o „věci Berlusconi, nebezpečně podobné lidské bytosti“. Daniel Cohn-Bendit přirovnává Berlusconiho verzi demokracie k Putinově a Chávezově.
Takovou kritiku Berlusconi vytrvale odmítal: „Upřímně si myslím, že jsem nejlepším premiérem, jakého Itálie měla za 150 let ...,“ prohlásil během tiskové konference po aféře na Sardinii. Proto také tehdy vyloučil, že by kvůli sexuálním a jiným skandálům odstoupil.

## Vyznamenání
- velkokříž Norského královského řádu za zásluhy – Norsko, 2001
- velkokříž Řádu za zásluhy Polské republiky – Polsko, 2002[19]
- velká čestná dekorace ve zlatě na hvězdě Čestného odznaku Za zásluhy o Rakouskou republiku – Rakousko, 2002[20]
- velkokříž Řádu rumunské hvězdy – Rumunsko, 2002[21]
- Nároční řád za zásluhy – Malta, 20. ledna 2004[22]
- velkokříž Řádu prince Jindřicha – Portugalsko, 31. ledna 2005[23]
- velkodůstojník Řádu tří hvězd – Lotyšsko, 21. června 2005[24]
- rytíř velkokříže Řádu Pia IX. – Vatikán, 11. července 2005[25]
- Řád Stará planina I. třídy – Bulharsko, 2009
- Řád krále Abd al-Azíze I. třídy – Saúdská Arábie, 22. listopadu 2009[26]